# يوأنس السادس (بابا الإسكندرية)
 يوأنس السادس  (يوحنا) بابا الإسكندرية وبطريرك الكنيسة القبطية رقم 74 (1189 - 1216) في عهد تملك الملك العادل. وكان اسمه قبل رسامته أبا المجد بن أبي غالب بن سورس. كان عِلمانياً (وقيل أنه كان متزوجا وماتت زوجته فلم يتخذ غيرها). جعل مقره الكنيسة المعلقة. سنَّ قانونًا أن لا يجوز لكنيسة أن تقبل كاهنا غير معروف بدون تصريح من رئيسه. دفن في كنيسة الدرج تحت قبر البابا زخارياس ال64 (1004 - 1032م).

## إلغاء السيمونية
شهد أحد المورخين المسلمين عن البابا يوحنا بأنه عاش حياته زاهدًا في المال فألغى السيمونية، وكان ثريًا، فلم يشأ أن يُثقل على الشعب في شيء، بل عاش كل أيام رئاسته يصرف على نفسه ومن معه، ويتصدق على الفقراء من ماله الخاص، وأبى إجابة مطالب الإسكندريين الباهظة حفظًا لمال الوقف، ولهذا توفرت أموال البطريركية، وكانت سببًا في طمع داود بن لقلق والسعي للاستيلاء عليها.

## الخمس مدن الغربية
منذ أيام هذا البطريرك بطل إرسال أساقفة إلى الخمس مدن الغربية وذلك نتيجة اعتناق أهلها الإسلام، وذلك بعد أن ذاقوا اضطهادًا مريرًا على يد الملوك البيزنطيين الملكانيين.
لكن كان للقبط أسقفًا الخمس مدن الغربية في عهد البابا يوأنس الثالث عشر حتى دخول العثمانيين شمال أفريقيا في العقد الثاني من القرن السادس عشر الميلادي وكان اسمه "قرياقوص"، وقد ترك هذا الأسقف إيبارشيته وعاد إلى مصر بعد الحكم العثماني لها وذهب إلى دير السيدة العذراء الشهير بالسريان حيث قضى بقية حياته.

## احداث
في عهده قصر النيل عن بلوغ مقياسه المعهود فيما بين عامى 1200 – 1201م، وترتب على ذلك قحط خطير تبعته مجاعة فظيعة ارتكبت خلالها جرائم وأهوال.
وبدأ التراخى يتسرب في النظم الكنسية في ذلك الحين، كما يتبين ذلك من واقعة أن كاهنا أرمل تزوج ثانية وذهب إلى الأسكندرية حيث باشر الخدمة في الكنائس، إن زواج القسوس مرة ثانية يمنعه القانون الكنسى، ولما علم يوحنا السادس بهذا وبخ بصرامة كهنة الأسكندرية لسماحهم بهذا، وقد أوقف الكاهن المذكور وأمر بقفل الكنائس بالمدينة، ثم تسامح مع الكاهن المخطئ، بعد أن وقع كهنة الأسكندرية على وثيقة بأنه لا يقبل كاهن غريب عن مدينة الأسكندرية ليؤدى الخدمة في كنائسها بدون موافقة البطرك. ويذكر المخطوط قصة وصول رسل ملك أثيوبيا يلتمسون من يوحنا السادس أن يرسم مطرانا على أثيوبيا. وبعد وصول هذا المطران بخمسة سنوات عاد فجأة إلى القاهرة في حالة يرثى لها بزعم أنه أرغم على الهروب لأن محاولة دبرت لاغتياله، وبعد تحقق البطرك من الحكاية علم بأخطاء هذا المطران فحرم من وظيفته وقطع وأرسل مطران جديد.
ومن الحوادث الخطيرة التي ترد في الجزء الثاني من المجلد الثالث تاريخ بطاركة كنيسة الإسكندرية القبطية قصة ارتداد أحد رهبان دير القديس أبو مقار بوادى النطرون واتهامه للرهبان بأنهم يخفون كنزا ذا قيمة عظمى، وقد أثبتت التحريات النهائية من جانب المسئولين في الحكومة أن اتهامه كان باطلا.

## موت يوأنس السادس
تنيح البابا يوأنس السادس سنة 1216م، بعد أن قضى على الكرسي البطريركي نحو سبع وعشرين سنة حزنًا على تحوّل أهل الخمس مدن الغربية عن المسيحية، رغم أنه رسم لهم أسقفًا، وقد تنبأ هذا البابا البسيط قبل نياحته بأن أوجاعًا ستحل بالبلاد والعباد، حتى يقيم الرب لهم رجلاً يأتي من حيث لا يدرون (داود بن لقلق)، وفعلاً تمّ ما تنبأ به بعد أن ظل الكرسي البابوي شاغرًا بعده لمدة عشرين عامًا. وحزن على البابا يوأنس الجميع أقباطًا ومسلمون.
بعد نياحة البطرك يوحنا السادس، بذلت مجهودات لإحراز انتخاب قس يدعى داود بن لقلق، كان يحظى بتأييد الملك العادل، ومع أن داود هذا قد صار في النهاية بطركا بلقب كيرلس الثالث، لكن هذا لم يتحقق إلا بعد عشرين عاما تقريبا أي في عام 1235م، وذلك بسبب كثرة خصومه.